# Irfan Smajlagić
Irfan Smajlagić (ur. 16 października 1961 w Banja Luce) – jugosłowiański i chorwacki piłkarz ręczny uczestnik i brązowy medalista Letnich Igrzyskach Olimpijskich w Seulu i złoty medalista Igrzysk Olimpijskich w Atlancie.